# Tyler Zeller
Tyler Paul Zeller (Visalia, California, 17 de enero de 1990) es un exjugador de baloncesto estadounidense que jugó 8 temporadas en la NBA. Con 2,13 metros de estatura, jugaba en la posición de pívot.
Es hermano de los también baloncestistas Luke Zeller (n. 1987) y Cody Zeller (n. 1992), y sobrino del que fuera también jugador de baloncesto Al Eberhard.

## Trayectoria deportiva

### Universidad
Tras haber participado en 2008 en el prestigioso McDonald's All-American Game, jugó durante cuatro temporadas con los Tar Heels de la Universidad de Carolina del Norte en Chapel Hill, en las que promedió 12,8 puntos y 6,7 rebotes por partido. En su última temporada fue elegido Jugador del Año de la ACC e incluido en el mejor quinteto de la conferencia, tras promediar 16,3 puntos y 9,6 rebotes por partido. Finalmente fue incluido también en el segundo quinteto All-American.

#### Estadísticas
| Año     | Equipo         | PJ  | PPP | MPP  | %TC  | %3P | %TL  | RPP | APP | ROB | TPP | PPP  |
| ------- | -------------- | --- | --- | ---- | ---- | --- | ---- | --- | --- | --- | --- | ---- |
| 2008–09 | North Carolina | 15  | 2   | 7.8  | .472 | –   | .765 | 2.0 | .2  | .2  | .2  | 3.1  |
| 2009–10 | North Carolina | 27  | 0   | 17.3 | .521 | .0  | .722 | 4.6 | .3  | .5  | .9  | 9.3  |
| 2010–11 | North Carolina | 37  | 35  | 28.1 | .549 | –   | .759 | 7.2 | .6  | .7  | 1.2 | 15.8 |
| 2011–12 | North Carolina | 38  | 38  | 28.2 | .553 | –   | .808 | 9.6 | .9  | .9  | 1.5 | 16.3 |
| Total   | Total          | 117 | 75  | 23.0 | .543 | .0  | .775 | 6.7 | .6  | .7  | 1.1 | 12.8 |

### Profesional
Fue elegido en la decimoséptima posición del Draft de la NBA de 2012 por Dallas Mavericks, pero sus derechos fueron traspasados junto con Kelenna Azubuike a Cleveland Cavaliers a cambio de los derechos sobre Jared Cunningham, Bernard James y Jae Crowder. Debutó con los Cavs el 30 de octubre ante Washington Wizards, consiguiendo 5 puntos y 2 rebotes.
El 9 de julio de 2014, fue traspasado a los Boston Celtics en una operación a tres bandas.
En septiembre de 2017 firmó por dos temporadas con los Brooklyn Nets.
El 5 de febrero de 2018 fue traspasado a Milwaukee Bucks, a cambio de Rashad Vaughn y futura segunda ronda del draft.
El 7 de marzo de 2019 firmó un contrato por diez días con Atlanta Hawks. Tras no ser renovado, el 5 de abril firmó con Memphis Grizzlies hasta final de temporada.
Tras una infructuosa tentativa de fichaje por parte de Denver Nuggets a principio de temporada, Tyler no encontró equipo hasta el 24 de junio de 2020, cuando fue fichado por San Antonio Spurs para terminar los pocos partidos que quedaban para finalizar la temporada 2019-20.

## Estadísticas

### Temporada regular
| Año     | Equipo      | PJ  | PT  | MPP  | %TC  | %3P  | %TL  | RPP | APP | ROB | TPP | PPP  |
| ------- | ----------- | --- | --- | ---- | ---- | ---- | ---- | --- | --- | --- | --- | ---- |
| 2012-13 | Cleveland   | 77  | 55  | 26.4 | .438 | .000 | .764 | 5.7 | 1.2 | .5  | .9  | 7.9  |
| 2013-14 | Cleveland   | 70  | 9   | 15.0 | .538 | .000 | .719 | 4.0 | .5  | .3  | .5  | 5.7  |
| 2014-15 | Boston      | 82  | 59  | 21.1 | .549 | .000 | .823 | 5.7 | 1.4 | .2  | .6  | 10.2 |
| 2015-16 | Boston      | 60  | 3   | 11.8 | .476 | .000 | .815 | 3.0 | .5  | .2  | .4  | 6.1  |
| 2016-17 | Boston      | 51  | 5   | 10.3 | .494 | .000 | .564 | 2.4 | .8  | .1  | .4  | 3.5  |
| 2017-18 | Brooklyn    | 42  | 33  | 16.7 | .546 | .385 | .667 | 4.6 | .7  | .2  | .5  | 7.1  |
| 2017-18 | Milwaukee   | 24  | 1   | 16.9 | .590 | .000 | .895 | 4.6 | .8  | .3  | .6  | 5.9  |
| 2018-19 | Atlanta     | 2   | 0   | 5.5  | .000 | .000 | -    | 3.0 | .5  | .0  | .0  | 0.0  |
| 2018-19 | Memphis     | 4   | 1   | 20.5 | .571 | -    | .778 | 4.5 | .8  | .3  | .8  | 11.5 |
| 2019-20 | San Antonio | 2   | 0   | 2.0  | .250 | -    | -    | 2.0 | .0  | .0  | .0  | 1.0  |
| Total   | Total       | 414 | 166 | 17.5 | .508 | .286 | .764 | 4.4 | .9  | .3  | .6  | 6.9  |

### Playoffs
| Año   | Equipo    | PJ | PT | MPP  | %TC  | %3P | %TL  | RPP | APP | ROB | TPP | PPP |
| ----- | --------- | -- | -- | ---- | ---- | --- | ---- | --- | --- | --- | --- | --- |
| 2015  | Boston    | 4  | 4  | 22.5 | .517 | –   | .800 | 4.5 | .5  | .5  | .3  | 8.5 |
| 2016  | Boston    | 3  | 0  | 12.7 | .467 | –   | .667 | 5.0 | .7  | .0  | .7  | 6.0 |
| 2017  | Boston    | 11 | 0  | 7.1  | .520 | –   | .750 | 1.7 | .7  | .0  | .2  | 2.9 |
| 2018  | Milwaukee | 7  | 3  | 9.4  | .800 | –   | .750 | 2.0 | .4  | .6  | .4  | 1.6 |
| Total | Total     | 25 | 7  | 10.9 | .527 | –   | .739 | 2.6 | .6  | .2  | .3  | 3.8 |